# Lates angustifrons
Lates angustifrons е вид лъчеперка от семейство Latidae. Видът е застрашен от изчезване.

## Разпространение
Разпространен е в Бурунди, Демократична република Конго, Замбия и Танзания.